# Halacion
Halacion, također poznat i kao lipogranulom Meibomovih žlijezda, jest cista u vjeđi uzrokovana upalom blokirane Meibomove žlijezde, obično na gornjoj vjeđi. 
Halacion je drukčiji od ječmenca po tome što je bolniji, i u veličini ( halacion tendira da bude veći od jačmenca).
Uz liječenje halaciona ili ciste meibomovih žlijezdi su potrebni mjeseci do potpunog izlječenja, a bez liječenja i godine.

## Znakovi i simptomi
- Oteknuće vjeđe
- Osjetljivost vjeđe
- Osjetljivost na svijetlo
- Pojačano suzenje
- Osjećaj težine vjeđe

Halacion ili Meibomova cista može katkad biti zamijenjen s jačmencem. Često se halacion zamjenjuje s jačmencom. Ako imate stalne jačmence koji postaju sve češći i bolniji, tada je moguće da imate halacion i preporučljivo je da posjetite svog doktora. Uzrok tome je šminka za oči koju ne skidate, ulje iz šminke uđe u žlijezdu i uzrokuje cistu. 
Liječenje
Topički antibiotik u obliku kapi za oči ili masti ( npr. kloramfenikol ili fusidična kiselina)  se ponekad upotrebljavaju za početnu akutnu infekciju, ali s druge strane su od male koristi u liječenju halaciona.
Halacion će često nestati bez daljnjeg liječenja kroz nekoliko mjeseci, a gotovo se svi resorbiraju tijekom dvije godine. Ako se nastavi povećavati ili se ne smiri kroz nekoliko mjeseci onda se manji mogu injicirati kortikosteroidima, a oni veći se mogu kirurški ukloniti u lokalnoj anesteziji.
To se obično čini s unutarnje strane kapka kako bi se izbjegao ožiljak na koži. Ako je halacion smješten površno, vanjska ekscizija je bolja kako se ne bi oštetio sam kapak. 
Epidermis vjeđe obično zaraste dobro bez vidljivih ožiljaka. Ovisno o teksturi halaciona tehnika ekscizije je različita: tekuća materija se lagano uklanja minimalnim rezom, punkcijom i laganim pritiskom, tvrđa materija obično traži veću inciziju kroz koju se može istisnuti. Ako ostane nešto materije ona će biti metabolizirana u procesu cijeljenja uz primjenu suhih toplih obloga.
Ekscizija većeg halaciona može rezultirati vidljivim hematomom oko kapka, koji će trajati između tri i pet dana, a oteklina može trajati i dulje. Ekscizija halaciona je ambulantni postupak koji ne traje dulje od prenaest minuta. Ipak zbog rizika od infekcije i oštećenja kapka takav zahvat izvodi isključivo liječnik. Kao kućna terapija preporuča se topli mokri oblozi koje treba lagano trljati da toplina dođe do ciste, to pomaže redukciji veličine halaciona i eventulano njegovom nestanku. 
Halacion se rijetko vraća i tada obično treba napraviti biopsiju kako bi se isključio tumor. 

## Komplikacije
Veliki halacion može uzrokovati astigmatizam zbog pritiska na rožnicu. Pacijenti, nakon laserske operacije preoblikovanja rožnice djelomičnim uklanjanjem njenih slojeva, što uzrokuje slabljenje strukture rožnice, imaju predispoziciju za deformaciju rožnice koju može uzrokovati mali halacion.
Komplikacije uključuju i hipopigmentaciju koja se može pojaviti i nakon kortikosteroidne injekcije. Recidiv halaciona u istom području može katkad biti simptom karcinoma lojnih žlijezda, iako veoma rijetko. To je vrsta raka.
Kao posljednja mjera ponekad se mora operirati. Vjeđa se injicira lokalnim anestetikom, hvataljkom se izvrne kapak, incizija se napravi s unutarnje strane, a halacion se izdrenira i ostruže. 
Ožiljak na gornjoj vjeđi može uzrokovati nelagodu prilikom treptanja. Naravno, jer je operacija invazivna metoda i može oštetiti zdravo tkivo (npr. ostavlja ožiljno tkivo ili može čak uzrokovati upalu kapka), preferiraju se druge, manje invazivne metode.
Nadalje, kad je oko predisponirano halacioni se ponovno javljaju, a kirurška intervencija svaki put nije moguća. Stoga operacija se uzima u obzir kao zadnja opcija i izvodi se samo u 5% svih pacijenata s halacionom.